# Henriett Seth F.
Henriett Seth F., vlastním jménem Henrietta Fajcsák (* 27. října 1980 Eger) je maďarská autistická básnířka, prozaička a malířka. 
V Evropě nejslavnější současná maďarská básnířka, která se proslavila svými surrealistickými díly. Kmotr dr. Janos Sekely (biskup, Maďarsko.) Otec Bela Fajcsak (Policejní orgán, Maďarsko.)

Henriett Seth F., Arcibiskupský palác v Szombathely, 2025

## Dílo
- Uzavřena do sebe autismem (Autizmussal önmagamba zárva, biografie, 2005)